# コルネリス・ファン・プーレンブルフ
コルネリス・ファン・プーレンブルフ (Cornelis van Poelenburgh,  1594年 - 1667年8月12日)は、オランダの画家。

## 生涯

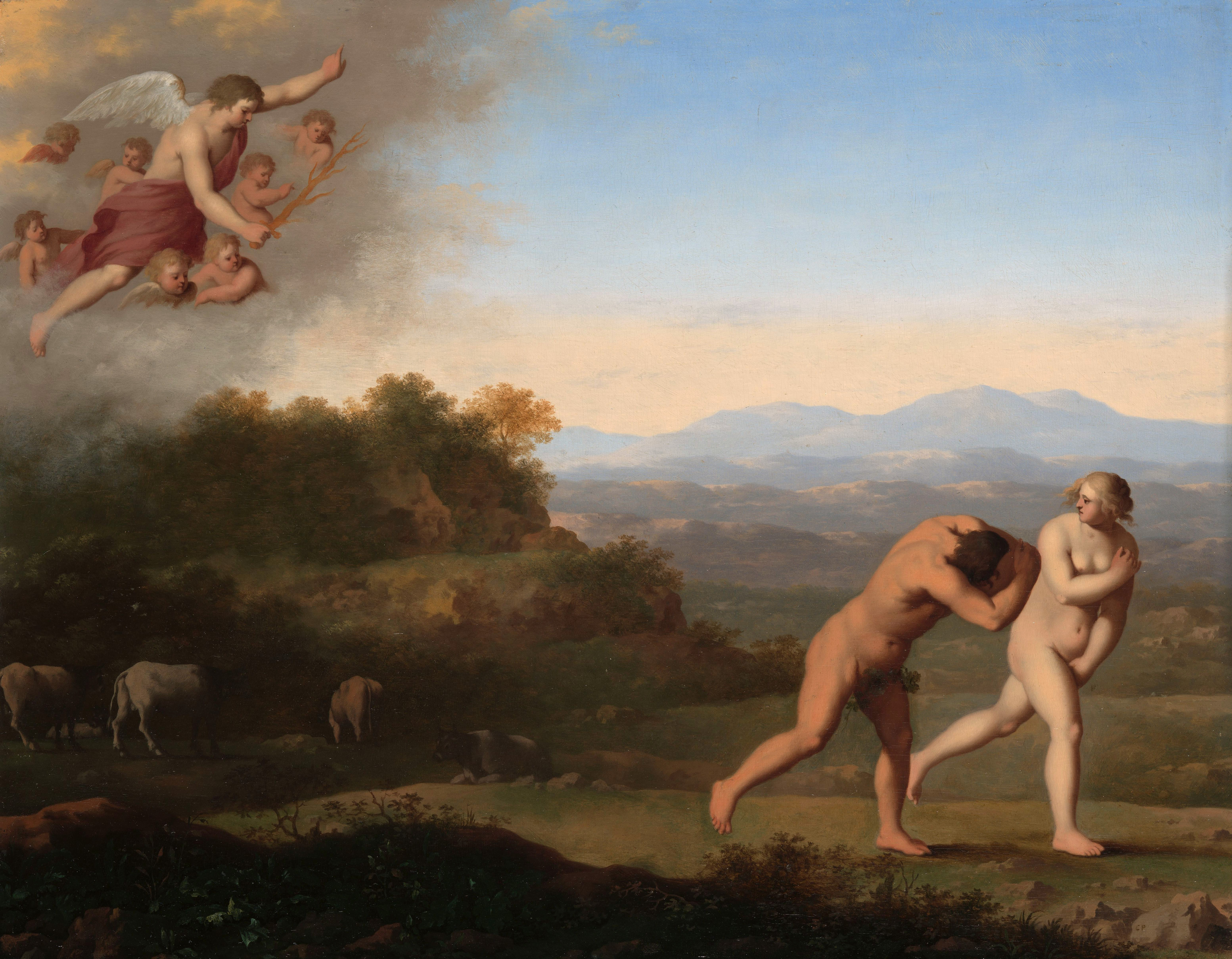
『楽園からの追放』アムステルダム国立美術館蔵

コルネリス・ファン・プーレンブルフの生まれた場所は不明だが、彼の父親シモン・ファン・プーレンブルフはユトレヒトの司祭で、コルネリスは6歳の時にユトレヒトにいたという記録が残っている。彼は最初アブラハム・ブルーマールトの元で修業し、最初期の作品は1620年のものが残っている。その後ローマに旅をし、アダム・エルスハイマーの影響を受け、またローマにあったオランダやフランドル出身の画家達のグループw:Bentvueghelsの設立メンバーとなった。「Bentvueghels」では互いを仇名で呼び合ったので、プーレンベルフは「Satiro(＝サテュロスの意)」と呼ばれた。彼は枢機卿たちの庇護を受け、またチャールズ1世に招かれてイングランドを訪れ、王のために数点の作品を制作した。ユトレヒトに戻り、親方であったアブラハム・ブルーマールトの亡くなった数年後にその地で亡くなった。彼は主に神話の中の登場人物や宗教的な人物が含まれる小さなサイズの風景画を描いた。このスタイルは後にクロード・ロランも描いている。 

## 参照
1. 1 2 3 4  Cornelis van Poelenburch in the w:RKD
2. 1 2 3  Kornelis Poelenburg biography in De groote schouburgh der Nederlantsche konstschilders en schilderessen (1718) by Arnold Houbraken, courtesy of the w:Digital library for Dutch literature
3. ↑  “Artist Info”. www.nga.gov. 2024年11月2日閲覧。